# Guyonne de Rieux

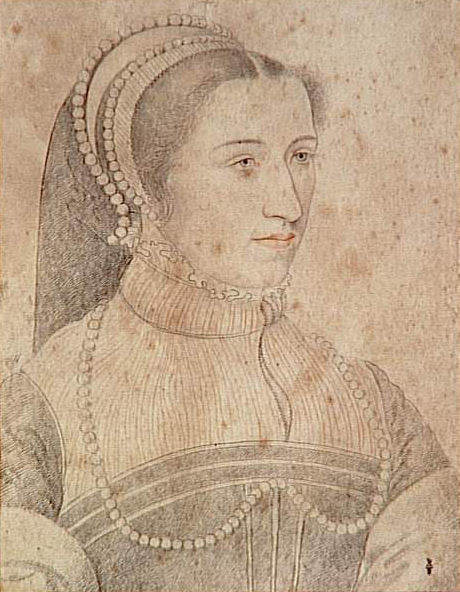
Guyonne de Rieux in 1560

Guyonne de Rieux, geboren als Renée de Rieux, (1524 - Laval, 13 december 1567) was een Franse edelvrouw, gravin van Laval. Ze was een uitgesproken hugenote en werd ter dood veroordeeld voor haar aandeel bij de verrassing van Meaux, een complot om de Franse koning Karel IX te ontvoeren en af te zetten.

## Levensloop
Renée de Rieux was een dochter van Claude de Rieux, graaf van Harcourt, en Catherine van Laval en een kleindochter van graaf Guy XVI van Laval. In 1545 huwde ze met Louis de Sainte-Maure. Twee jaar later erfde Renée van haar oom Guy XVII van Laval het graafschap Laval. Ze nam toen de voornaam Guyonne aan, de vrouwelijke vorm van Guy, de traditionele voornaam van de heren van Laval. Ze bekwam van koning Hendrik II de toelating om haar goederen alleen te beheren, zonder inspraak van haar echtgenoot. Het koppel leefde intussen gescheiden. Louis de Sainte-Maure vroeg aan Rome om haar te excommuniceren om haar zo te dwingen opnieuw samen te leven. Deze stap dreef Guyonne verder naar het protestantisme.
In 1526 waren de eerste calvinistische predikers actief in Laval. Ze vonden gehoor bij een deel van de bevolking en ook bij de clerus, met name bij een deel van de kanunniken van de kerk van Saint-Tugat. Ook Guyonne ging over naar het protestantisme, maar de stad Laval bleef grotendeels katholiek. In 1567 was ze een van de personen achter het complot om koning Karel IX en zijn moeder te ontvoeren en om de protestantse leider Lodewijk I van Bourbon-Condé op de troon te plaatsen (de zogenaamde Verrassing van Meaux). Het complot mislukte. Guyonne overleed korte tijd later en werd in alle stilte begraven in de kapittelkerk Saint-Tugat met een katholieke ceremonie. Twee jaar later werd Guyonne postuum berecht en ter dood veroordeeld.
Vanwege haar echtelijke problemen en haar protestantse geloof kreeg ze in Laval de bijnaam Guyonne la folle (de gekke Guyonne).